# كيث وليامز (لاعب كرة قدم أمريكية)
كيث وليامز (بالإنجليزية: Keith Williams)‏ هو لاعب كرة قدم أمريكية أمريكي، ولد في 8 أبريل 1988 في فلوريسانت في الولايات المتحدة.

## وصلات خارجية
- كيث وليامز على موقع مرجع كرة القدم المحترفة.كوم (الإنجليزية)